# 納経
納経（のうきょう）とは、現世の安穏や来世での幸福を祈願するため、経文を写したもの（写経）を寺院へ奉納することである。

## 解説
参拝に際して、自ら経文を書き写したいわゆる「写経」を奉納することで「納経を行った」ことになる。また、本尊前において「読経」することも納経と同義と見なされる。寺院側では、納経の証として納経帳と呼ばれる帳面に墨書きを行い宝印（朱印）の授与を行う。
四国八十八ヶ所や西国三十三所などの霊場を構成する寺院では、納経帳のほかに掛け軸や笈摺と呼ばれる白衣への宝印授与も行っている。